# Гувалак
Гувалак (узб. Guvalak / Гувалак) — посёлок городского типа, расположенный на территории Касанского района Кашкадарьинской области Республики Узбекистан.
Статус посёлка городского типа с 2009 года.

## Население
По данным переписи 1986 года, в посёлке проживало 5 400 человек.